# Mediación cultural (arte)
La mediación cultural es un conjunto de prácticas, herramientas y metodologías transdisciplinares, que fomenta la democratización cultural y el pensamiento crítico, poniendo en el centro las relaciones entre personas.

## Definición
La mediación es un concepto difuso que resulta útil para referirse a un conjunto de prácticas que se desarrollan en contextos institucionales, educativos y comunitarios. A partir del giro educativo en el arte y la proliferación de foros de debate, programas, plataformas, proyectos y publicaciones en torno a la educación y la producción de conocimientos críticos, se han definido varias de sus características esenciales, como son la activación del pensamiento crítico y la acción colaborativa enfocada hacia la transformación social. El objetivo se dirige a crear y fortalecer interconexiones entre los diferentes agentes de cada ecosistema cultural para promover aprendizajes significativos en las personas y en las comunidades.

## Contextos de acción
La reflexión en torno a lo que se ha llamado públicos desde instituciones e iniciativas culturales, ha sido una constante marcada por el deseo de llegar a más personas y más comunidades. Con el tiempo, este deseo ha empezado a virar desde lo cuantitativo a lo cualitativo, es decir, la mediación cultural se preocupa cada vez más por conocer y profundizar a las comunidades implicadas en sus procesos.
Los términos más usados en el territorio español para referirse tanto al ámbito de la mediación como a su figura profesional son, respectivamente, «mediación cultural/mediadora» y «educación en museos/educadora»; además, encontramos que ambas nomenclaturas se entrelazan en no pocas ocasiones. Ante la diversidad terminológica en torno a la mediación cultural, se ha detectado la necesidad de posicionarse y abordar la práctica de un modo situado, ya que solo desde ahí se puede entender con qué otros ámbitos colinda y cuál es su especificidad.  
Los ámbitos de acción de la mediación son: 
-Contextos institucionales como museos, centros culturales, teatros, bibliotecas, centros de arte, etc. 
-Contextos comunitarios y grupos de acción social. 
-Contextos educativos tanto de la educación formal como no formal (ENF) e informal.

## Evolución
Cabe destacar el trabajo pionero realizado en 2007 por Carmen Mörsch en la Documenta 12, que consistió en situar la educación en el centro del evento artístico. Las prácticas educativas y de mediación cultural tradicionalmente han sido actividades relegadas al formato expositivo, y desde su propuesta se plantea un cambio de perspectiva de manera que la mediación cultural y las prácticas educativas se legitiman al mismo nivel que las artísticas y las curatoriales.
Esta autora propone cuatro discursos que introducen una mirada más compleja desde una perspectiva institucional:
-Discurso afirmativo, consistente en comunicar de manera efectiva la misión del museo a un público experto.
-Discurso reproductivo, hace referencia a aquellas actividades educativas y pedagógicas que tienen como objetivo introducir el arte a públicos del mañana.
-Discurso deconstructivo, plantea revisar desde una perspectiva crítica la actividad de mediación involucrando a educadores, artistas y otros públicos.
-Discurso transformativo, pretende expandir la institución expositiva y de posicionarla de manera política como un actor de cambio social.
Otra aportación a este término se produce en la sexta edición de la Bienal del Mercosur (2007) donde se pone de manifiesto la importancia de las prácticas educativas y de mediación cultural equiparándolas a la parte expositiva. Una de las nuevas figuras que aparece es el comisariado pedagógico asumido por Luis Camnitzer, que conjuntamente con el comisario artístico Gabriel Pérez Barreiro y la coordinadora de educación Mónica Hoff compartieron la dirección conectando los ámbitos educativos y expositivos propios de la bienal.
En 2008 Irit Rogoff recoge el concepto Giro Educativo en las artes visuales donde se pone de relevancia el trabajo basado en el proceso y la experimentación. La especulación, la imprevisibilidad, la autogestión y el carácter crítico caracterizan el hecho de entender la educación dentro del mundo del arte y la práctica artística.
En el contexto español, en 2010 tiene lugar Manifesta 8 Murcia, donde el término «mediación» aparece junto al de «educación» al configurarse el Departamento de Educación y Mediación, que estaba integrado por un grupo de más de veinte mediadoras para el periodo de duración de la bienal. Se empieza a nombrar esta figura profesional como tal realizando actividades de atención al público y visitas guiadas. En este contexto se llevó a cabo un seminario de formación específico bajo el título «Arte contemporáneo, audiencias, mediación y participación».
Existen colectivos independientes, asociaciones, instituciones y agentes como: Transductores, Poliédrica, Pedagogías invisibles, Museo situado, K2M, La Panera, AMECUM, Tabakalera.